# 工兵

工兵を表すNATO兵科記号

工兵（こうへい、英: military engineer, combat engineer, pioneer）は、陸軍における戦闘支援兵科の一種であり、歩兵、砲兵、騎兵に並ぶ四大兵科の一つである。陸上自衛隊においては施設科と呼ばれる。

## 概要
戦闘においては実際に戦う歩兵・戦車・砲兵部隊だけでなく、土木・建築などの技術に特化した部隊が求められる。敵の防禦陣地や自然障礙の破壊、野戦築城や道路の建設、爆破工作、塹壕掘り、地雷原敷設などの能力を持つ。通常、各師団は、400人から1,000人程度で編成される工兵大隊または工兵連隊などの工兵部隊を保有している。旅団や連隊が各自の工兵中隊を持っていることもある。師団に属する工兵部隊のように敵の攻撃に晒されながら爆破・建設などの作業を行うものを戦闘工兵、後方における架橋・兵站整備などを任務とするものは建設工兵と呼ぶ。
なお、日本陸軍においては陸軍特殊船(揚陸艦)や潜水艇などの船舶の運用も工兵の担務とされ、船舶工兵と呼ばれた。また、世界的に見ても、陸軍において船舶や艦艇を取り扱う兵種は工兵である事が多い。

## 歴史
古来、工兵の任務は普通の兵士が工具類を持って行っていたが、やがて大工などの職人を雇うようになり、作業が専門化していき、16世紀頃には独立兵科となる。また機械の運用に長けているため、戦車や飛行機などは元々工兵科に属していたことが多く、新兵器の実験も重要な任務だった。なお、現在は、新兵器に関しては専門の研究機関が設置されている場合が多い。
日本においては、戦国時代には黒鍬と呼ばれる組織が生まれ、また江戸幕府の洋式陸軍にも築造兵と呼ばれる小規模な工兵が存在したが、近代工兵制度が確立されたといえるのは明治時代の上原勇作によってである。上原は、主にフランス陸軍の工兵術の導入に努め、特に1901年（明治34年）の工兵監就任後に急速な改革を行い、日露戦争での日本の勝利に貢献した。
イスラム世界ではその草創期・627年のハンダク（塹壕）の戦いにおいてムハンマドの教友サルマーン・アル＝ファーリスィーがメディナ防衛のために塹壕を掘ることを発案、金属製シャベルを発明してこれを築造しメッカ軍の騎兵を撃退したことからサルマーンを最初の工兵と見なしている。

## 任務
任務は戦闘前の陣地の建設から、戦闘中における歩兵の支援など多岐に渡り、「何でも屋」的な性質が強い存在であり、近代の軍隊にとって重要な兵科である。攻撃の際には敵の地雷原や鉄条網の破壊のために最初に行動を開始するため、ドイツ語で工兵を意味するピオニーア "Pionier" には「先鋒 (pioneer→パイオニア。英語と同じ表記・意味で、日本では『先駆者』などという意味で使われる) 」と言う意味もある。
工兵の主な任務は、敵前での工作を任務とする戦闘工兵（陸上自衛隊では「戦闘支援」）と、作戦全般に寄与するより大規模な建設工兵（陸上自衛隊では「兵站支援」）の2つに大別される。作業の際は、支援車輛として戦闘工兵車などを利用することがある。

### 戦闘工兵の任務

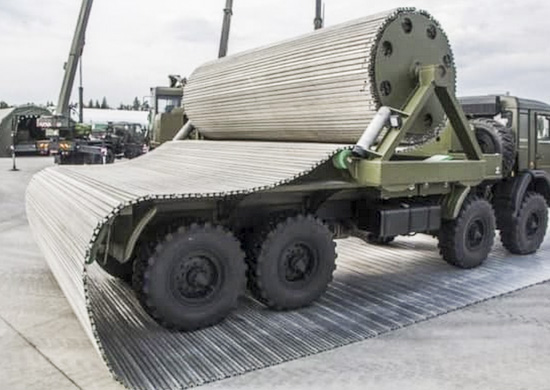
ロシア連邦の工兵隊が保有する、仮設道路敷設車。

陣地の構築
地形を利用したり、人工的に手を加えて敵弾から味方部隊を防護するための掩蔽物を構築する。
各種障礙物作成任務
木を切り倒したり、拒馬・鉄条網・対戦車壕・地雷原・バリケードなどを設置して、敵の通行を妨げる。
地雷・地雷原の処理
地雷を携帯式の地雷探知機や手作業で探し出して位置を特定、最終的には爆薬で処理するほか、地雷処理専用の車輛や地雷処理戦車を使うこともある。
爆薬・爆発物の使用
破壊筒や爆薬で敵陣の鉄条網やトーチカを破壊する。また鉄道や橋梁などの施設破壊を行なう。大戦末期の日本軍に見られた、梱包爆薬を背負っての敵陣や敵戦車への自爆攻撃も、爆薬を扱える工兵の任務だった。
上陸戦の支援
上陸作戦前に水中障礙物を除去したり、上陸用舟艇の運用を行う。

### 建設工兵の任務
橋や道路の建設
平時に橋や道路を整備しておく一方、戦場では架橋戦車で臨時に橋を作ったり、敵が退却時に爆破した橋の修理なども行う。不整地では、爆薬で道を開くこともある。
鉄道の建設
戦地における鉄道の建設・修理・運転や敵の鉄道の破壊に従事する。
渡河作戦
敵兵が対岸にいる場合、（水陸両用戦車で簡単に制圧した例もあるが、通常は）砲兵や爆撃機の支援の下、煙幕を張り、渡河用ボートを膨らませて歩兵を対岸に送り込み、橋頭堡を確保。架橋戦車では渡れない川幅の場合、ボートや橋脚舟（ポンツーン）に橋げたを設け、上流から流し込み固定して繋げていき橋を作る（ポンツーン橋、浮橋）。
測量や地図作成
平時の工兵の重要任務。自国だけでなく、航空観測などで他国の測量も事前に行っておく。専門の部隊を置き、気象観測も行うことがある。
一般的な道路・橋・ダムなどインフラストラクチャー、宇宙基地、王宮といった特殊な施設の建設・維持
アメリカ（陸軍工兵）では平時における工兵の主要な任務となっている。また、ゼネコン等が存在しない発展途上国では、公共施設や道路の建設に工兵が使用される事がある。また機密保持、国家意識の涵養などの必要性が強く認められる場合そういった対象となる特殊な施設の建設・維持に工兵が同様に充てられる事がある。自衛隊でも、草創初期には部隊訓練の一環として「土木工事等の受託」として頻繁に行われていた。
坑道戦
敵の要塞や陣地の真下まで坑道を掘り地中に大量の爆薬を仕掛けて、要塞や陣地ごと吹き飛ばす。
日露戦争では旅順要塞の攻略に大きな役割を果たし、第一次世界大戦でも実施された。
近年では要塞そのものの衰退に伴いあまり行われなくなっている。
トーチカや塹壕建設
戦闘工兵の任務と多少重複するが、こちらは最前線より後方がいずれ戦場になるであろうと思われるときに最前線よりも強固な陣地を建設する。余裕を持って工事を行うことができ、敵に妨害される心配も少ない。旧ソビエト軍では塹壕掘削用の工兵車BTM-3が開発されている。
さらには、インフラとして建設した橋や道などの場所にも強固な特火点を建設することも後方における任務である。
しかし、恒久的な陣地の不利性から近年はあまり行われない。
補給物資集積場等建設
兵站管理の一環として、すばやく物資の分配管理防衛等を行うために集積場建設をする。

### 船舶工兵の任務
日本陸軍は多数の船舶を保有しており、その運用は工兵の手によって行われていた。後に、船舶兵として独立兵種となった。
船舶の運用
輸送船・特殊船(揚陸艦)・潜水艇等の操舵・航法・機関整備等を行う。
艦載兵器による戦闘
高射砲・高射機関砲・機関銃・対潜迫撃砲・対潜爆雷・魚雷等の艦載兵器による対空・対潜水艦・対水上戦闘を行う。

### その他
日本では、駐屯地付近で火災が発生した場合、出動して破壊消防を行った記録が残る（1926年3月、巣鴨の大火で赤羽工兵大隊1個小隊が出動など）。

## 各国の例

### イタリア
イタリア陸軍では、戦闘工兵をグアスタトーリ（Guastatori）、建設工兵をピオニエーリ（Pionieri）、橋梁工兵をポンティエーリ（Pontieri）、鉄道工兵をフェロヴィエーリ（Ferrovieri）と呼んでいる。